# Арісіма Такео
Арісі́ма Таке́о (яп. 有島武郎, ありしまたけお; 4 березня 1878 — 9 червня 1923) — японський письменник.

## Короткі відомості
Народився 4 березня 1878 року в районі Ісікава, Токіо, в родині вихідця з колишнього Сацума-хану. Після закінчення елітної середньої школи Ґакусюїн поступив до Саппороського агрономічного училища. 1901 року прийняв християнство.
1903 року виїхав на стажування до США, де покинув віру, зацікавився соціалістичними ідеями, особливо анархізмом Кропоткіна. Через три роки покинув США і після подорожі країнами Європи повернувся на батьківщину.
1910 року взяв участь виданні журналу «Береза», який об'єднував письменників лівацького спрямування, ідеалістів і гуманістів. В цей час опублікував свої головні твори: «Муки народження» (1918), «Жінка» (1919), «Любов грабує без жалю» (1920).
Після Першої світової війни відчув потребу покінчити зі своїм капіталістичним життям, опублікував «Декларацію» (1922) і зайнявся сільським господарством. Наступного року наклав на себе руки разом із коханкою Хатано Акіко в Каруїдзаві.